# جواز سفر إيروكواس
جواز السفر إيروكواس هو شكل من أشكال تحديد الهوية و «تعبيرا عن السيادة»  بدأ إصداره عام 1923 ويستخدمه مواطني إتحاد إيروكواس.